# Seddar Karaman
Seddar Karaman (* 3. Januar 1994 in Antalya) ist ein türkischer Fußballspieler.

## Karriere
Karaman begann mit dem Vereinsfußball in der Nachwuchsabteilung von Kepez Belediyespor. Im Sommer 2012 wurde er beim Amateurverein in den Kader der 1. Mannschaft aufgenommen und absolvierte bis zum Saisonende 21 Ligaspiele, in denen er neun Mal traf. Zur neuen Saison wechselte er zur Reservemannschaft von Medical Park Antalyaspor. Im Frühjahr erhielt er dort einen Profivertrag und wurde Teil der Profimannschaft. Am 15. Januar 2014 gab er in der Pokalbegegnung gegen Elazığspor sein Profidebüt.
Für die Rückrunde der Saison 2014/15 wurde er an Büyükşehir Belediye Erzurumspor ausgeliehen. Im Sommer 2015 wurde er erst an Anadolu Selçukspor ausgeliehen und eine Saison später an diesen Klub abgegeben. Zur Saison 2017/18 wechselte er zwar von Selçukspor zum Mutterverein Atiker Konyaspor, wurde jedoch kurz darauf wieder an Selçukspor ausgeliehen.
Nach einer erfolgreichen Saison mit 13 Drittligatoren wurde Karaman an den Zweitligisten Denizlispor ausgeliehen. Obwohl er seine starken Leistungen nicht bestätigen konnte, erreichte Karaman mit der Mannschaft den ersten Platz und somit die Meisterschaft der TFF 1. Lig.

## Erfolge
Konyaspor
- Türkischer Supercup-Sieger: 2017

Denizlispor
- Meister der TFF 1. Lig und Aufstieg in die Süper Lig: 2018/19